# Euphorbia gorgonis
Euphorbia gorgonis ist eine Pflanzenart aus der Gattung Wolfsmilch (Euphorbia) in der Familie der Wolfsmilchgewächse (Euphorbiaceae).

## Beschreibung
Die sukkulente Euphorbia gorgonis wächst als Zwergstrauch mit einer knolligen Wurzel, welche in den Pflanzenkörper übergeht. Der unterirdische Pflanzenkörper ist verkehrt konisch und erreicht einen Durchmesser von bis zu 10 Zentimeter. Es werden bis 2,5 Zentimeter lange Zweige ausgebildet, die um den zentralen und mit Warzen besetzten Vegetationspunkt an der Spitze des Körpers angeordnet sind. Die ausstrahlenden Zweige werden bis 1 Zentimeter dick und sind mit bis 4 Millimeter großen, konischen Warzen in Bereiche gegliedert. Es werden vergängliche Blätter ausgebildet, die bis 2 Millimeter lang und bis 1,3 Millimeter breit werden.
Die einzelnen und aufrechten Cyathien sind bis 1 Zentimeter gestielt und erscheinen an den Zweigen und in der mittigen Fläche des Pflanzenkörpers. Sie werden etwa 5,5 Millimeter groß. Die nahezu kreisrunden Nektardrüsen sind karmesinrot gefärbt und besitzen an den Rändern kurze, zahnartige Fortsätze. Die nahezu kugelförmige Frucht ist beinahe sitzend, etwas behaart und wird 4 Millimeter groß. Der eiförmige Samen wird 2,5 Millimeter groß und ist mit sehr kleinen Warzen besetzt.

## Verbreitung und Systematik
Euphorbia gorgonis ist in Südafrika in der Provinz Ostkap verbreitet.
Die Erstbeschreibung der Art erfolgte 1910 durch Alwin Berger.